# Dagda

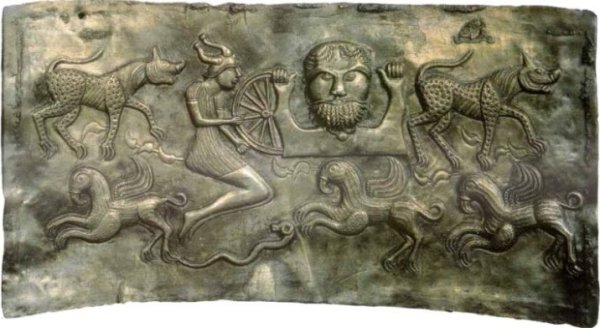
Escultura de Dagda

El Dagda (literalmente, ‘dios bueno’; en protocelta Dagodeiwos; en irlandés antiguo dag dia; en irlandés Daghdha /dˠəi/) es el dios principal de la mitología celta irlandesa, integrante de los Tuatha Dé Danann.

## Aspecto y poderes
Las historias representan al Dagda como una figura de inmenso poder, armado con una enorme porra mágica. El extremo del arma podía matar a nueve hombres de un golpe, haciendo crujir sus huesos como guijarros bajo los cascos de un caballo, mientras que el mango podía devolver la vida a los muertos. El Dagda poseía además un arpa de roble llamada Uaithne con la que podía controlar el orden de las estaciones, así como interpretar otros acordes de efectos igualmente mágicos. El Dagda también está asociado a la abundancia, ya que se le atribuye la propiedad de un caldero mágico sin fondo con cuya comida podría saciar a todos los hombres de la Tierra.

## Historia
El Dagda fue uno de los jefes de los Tuatha Dé Danann. Fue, además, amante de la diosa de la guerra, Morrigan, durante el Samhain, a cambio de un plan de batalla para los Tuatha Dé en la segunda batalla de Magh Tuireadh contra los Fomoreos.
En el transcurso de esta, el arpa le fue robada por sus enemigos, por lo que él, Ogma y Lugh fueron a buscarla a su campamento, recobrándola cuando interpretó en ella tres melodías mágicas que les permitieron salir indemnes de la cueva.
Tiempo después, los Tuatha Dé Danann fueron derrotados por los hijos de Milesius, antepasados de los irlandeses, y se retiraron al mundo subterráneo, viviendo en palacios construidos por el Dagda.
El Dagda fue progenitor de Bodb Dearg, Cermait, Midir, Áine, Angus y Brigit, así como hermano de Ogma.